# Elle (часопис)
Ел (фр. ELLE) међународни је модни часопис. Основан је у Француској, 1945. године и назив на француском значи Она. Најраспрострањенији је модни часопис на свету са преко 40 издања, међу којима је и српско, основано 2005. године, чија је тренутна главна уредница Соња Ковач.